# Jirō
Jirō (じろう?) es un nombre de pila masculino japonés. Significa originalmente «segundo hijo». En la familia japonesa tradicional, viene precedido por Ichirō o Tarō, «el primogénito», y seguido por Saburō, «el tercer hijo».
Este nombre es bastante frecuente, sobre todo entre los adultos. Puede estar «compuesto» con un prefijo: Eijirō, Genjirō, Ginjirō, Hidejirō, Kanjirō, Keijirō, Kenjirō, Kinjirō, Kōjirō, Reijirō, Ryūjirō, Seijirō, Shinjirō, Yōjirō, etc.

## En kanji
Los kanji originales y más frecuentes son: 二郎 («segundo hijo») o 次郎 («siguiente hijo»).
El sonido «rō» también se puede representar con el kanji 朗, con el significado de «claro» en lugar de «hijo».
Para el principio del nombre, «ji», también se puede encontrar:
- 治;
- 慈;
- 滋;

e incluso: 児, 路 y 示.

## Personas que se llaman Jirō
- Jirō Akagawa (赤川 次郎 Akagawa Jirō?), escritor japonés.
- Jirō Horikoshi (堀越 二郎 Horikoshi Jirō?), ingeniero japonés.
- Jirō Kawakita (川喜田 二郎 Kawakita Jirō?), etnólogo japonés.
- Jirō Nitta (新田 次郎 Nitta Jirō?), escritor japonés.
- Jirō Taniguchi (谷口 ジロー Taniguchi Jirō?), dibujante de manga japonés.
- Jirō Yoshihara (吉原 治良 Yoshihara Jirō?), considerado el fundador del movimiento avant-garde japonés Gutai.
- Yoshihito "Jiro" Wayama (和 山 义 仁 Wayama Yoshihito?), bajista de la banda japonesa GLAY.

## Personajes ficticios
Jirō Ichimonji es un personaje de la película Ran de Akira Kurosawa.
Jirō Yamada es un personaje ficticio perteneciente a la franquicia Hypnosis Microphone￼.￼